# Lähnbach
Die Lähnbach ist ein Bach in Oberbayern. 
Er entsteht an den Nordhängen des Schwarzecks, fließt nordostwärts in einem Grabensystem.
Kurz vor seiner Mündung in die Ach, der Oberlauf der Trauchgauer Ach, quert die Furt der Königsstrasse den Bach.